# Saint-Clément-sur-Durance
Saint-Clément-sur-Durance är en kommun i departementet Hautes-Alpes i regionen Provence-Alpes-Côte d'Azur i sydöstra Frankrike. Kommunen ligger  i kantonen Guillestre som ligger i arrondissementet Briançon. År 2022 hade Saint-Clément-sur-Durance 332 invånare.

## Befolkningsutveckling
Antalet invånare i kommunen Saint-Clément-sur-Durance
Referens:INSEE